# Lacconectus freyi
Lacconectus freyi är en skalbaggsart som beskrevs av Borislav Guéorguiev 1968. Lacconectus freyi ingår i släktet Lacconectus och familjen dykare. Inga underarter finns listade i Catalogue of Life.